# Transit O-4
Transit O-4 – amerykański wojskowy satelita nawigacyjny; czwarty statek Transit serii operacyjnej.

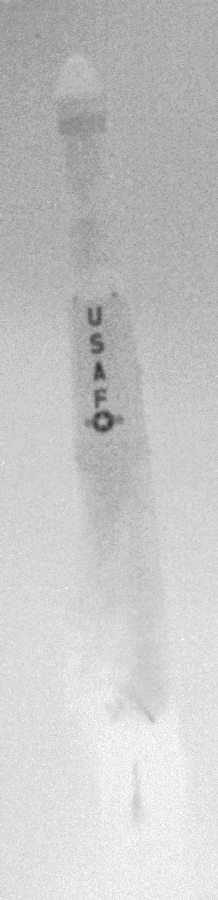
Start Transita O-4 rakietą Thor Able Star

Stanowił część systemu nawigacji dla okrętów podwodnych US Navy przenoszących pociski balistyczne typu UGM-27 Polaris. Zbudowany przez Naval Avionics Facility.
Satelita pozostaje na orbicie okołoziemskiej, której trwałość szacuje się na 1000 lat.